# 中井連
中井 連（なかい れん、旧姓・大町、1883年（明治16年）5月6日 - 没年不明）は、日本の政治家（神戸市会議員、西灘村会議員）、内外科医師、実業家。摩耶山社長。

## 人物
岡山県勝田郡勝田村（のち勝田町、現美作市）出身。大町助太郎の四男。1905年、大阪慈恵病院医学校卒業。任陸軍三等軍医。1907年、中井淳の養子となり、1922年、家督を相続した。
東京帝国大学医学部選科を修業あるいは卒業、開業した。医師であり、中井病院を経営した。兵庫県衛生防疫官、摩耶山社長などを務めた。
大政翼賛会市支部協力会議員である。宗教は真宗。趣味は謡曲。兵庫県在籍で、住所は神戸市灘区稗田町、同区灘北。

## 家族・親族
中井家
- 母（1866年 - ?、兵庫、井上東海の三女）[2][7]
- 妻（1887年 - ?、先代中井淳の長女）[2][3][5]
- 養子・文二（1899年 - ?、医学博士、医師[1]、岡山、西廣菊太郎の二男で中井連の二女の夫[2][5]）
- 二女（1911年 - ?、養子文二の妻）[2][5]
- 孫（養子文二の長男、二男、三男）[5]